# Ulrich Steidl
Ulrich Steidl (auch: Uli Steidl; * 6. März 1972 in Bad Windsheim) ist ein deutscher Langstreckenläufer, der sich auf den Marathon und den Berglauf spezialisiert hat.

## Sportliche Erfolge
Erstmals international in Erscheinung trat Steidl mit dem 3. Platz bei den Berglauf-Weltmeisterschaften 1990 im österreichischen Telfes in der Juniorenklasse. Im Folgejahr gewann Steidl in Zermatt den Weltmeistertitel der Junioren.
1995 und 1997 wurde er deutscher Vizemeister im Berglauf und gewann 1995 gleichzeitig den Mannschaftstitel mit der Mannschaft des SSC Hanau-Rodenbach. 1997 wurde er mit der Mannschaft Dritter.
Seine Bestzeit als Marathonläufer lief er am 9. April 2000 als Achter des Pjöngjang-Marathons mit 2:13:56 h. Der in den Vereinigten Staaten lebende Athlet ist der Rekordsieger beim Vancouver-Marathon, den er von 2000 bis 2004 fünfmal in Folge gewann.
Im Frühjahr 2007 belegte er einen zwölften Platz sowohl beim Boston-Marathon, bei dem ein Unwetter die Zeiten der Läufer stark beeinträchtigte, in 2:19:54 h als auch kurz darauf beim Düsseldorf-Marathon in 2:19:47 h. Obwohl er damit die Qualifikationszeit von 2:18:00 h verpasste, wurde er für die Leichtathletik-Weltmeisterschaften 2007 in Osaka nominiert, da der Boston-Marathon zu den World Marathon Majors gehört und man mit einem Top-20-Platz bei einem dieser Rennen ebenfalls die Weltmeisterschafts-Norm erfüllt.
Beim Marathonlauf der Leichtathletik-Weltmeisterschaften 2007 belegte er bei schwüler Hitze in 2:30:03 h Platz 37 unter 57 Läufern, die das Rennen beendeten, und erlitt danach einen Kreislaufkollaps.
Bei den Deutschen Berglaufmeisterschaften 2017 belegte er in seiner Altersklasse den 1. Platz. Gleichzeitig wurde er in der altersübergreifenden Mannschaftswertung mit der 2. Mannschaft des SSC Hanau-Rodenbach Dritter.
Steidl startet für den SSC Hanau-Rodenbach. Er lebt zusammen mit seiner Frau Trisha in Seattle. Seine Stelle als Chemielehrer hat er momentan aufgegeben, um sich dem Sport zu widmen. Er ist als Trainer für das Leichtathletikteam der Universität von Seattle tätig. Er zählt zu den erfolgreichsten Distanzläufern im Nordwesten der USA. Er hat 10 Seattle Marathons, fünf Vancouver Marathons einen Portland Marathon gewonnen.
Am 26. Juli 2016 stellte er einen Rekord im „Mountain-Speedclimbing“ auf. Er schaffte die Besteigung des Mount Rainier in der Nähe von Seattle in 4 Stunden, 24 Minuten und 30 Sekunden. Das war bis dahin die schnellste bekannte Zeit für einen Auf- und Abstieg von jemandem, der keine Skier verwendet. Er schlug damit den bisherigen Rekord, der im Jahr 2008 von Willie Benegas aufgestellt wurde, und der bei 4 Stunden, 40 Minuten und 59 Sekunden lag.